# George Hurrell
George Edward Hurrell (1 de junho de 1904 – 17 de maio de 1992) foi um fotógrafo que contribuiu para a imagem de glamour apresentada por Hollywood durante as décadas de 1930 e 1940.

## Início da vida
Nascido no distrito de Walnut Hills em Cincinnati , Ohio, Hurrell originalmente estudou como pintor sem nenhum interesse particular em fotografia. Ele começou a usar a fotografia apenas como meio para registrar suas pinturas. Depois de se mudar para Laguna Beach, Califórnia, de Chicago, Illinois, em 1925, ele conheceu muitos outros pintores que tinham conexões. Uma dessas conexões foi Edward Steichen , que o encorajou a buscar a fotografia depois de ver alguns de seus trabalhos. Hurrell também descobriu que a fotografia era uma fonte de renda mais confiável do que a pintura. Hurrell foi aprendiz de Eugene Hutchinson. Sua fotografia foi incentivada por seu amigo aviador Pancho Barnes , que muitas vezes posava para ele. Ele acabou abrindo um estúdio fotográfico em Los Angeles.

## Carreira em Hollywood

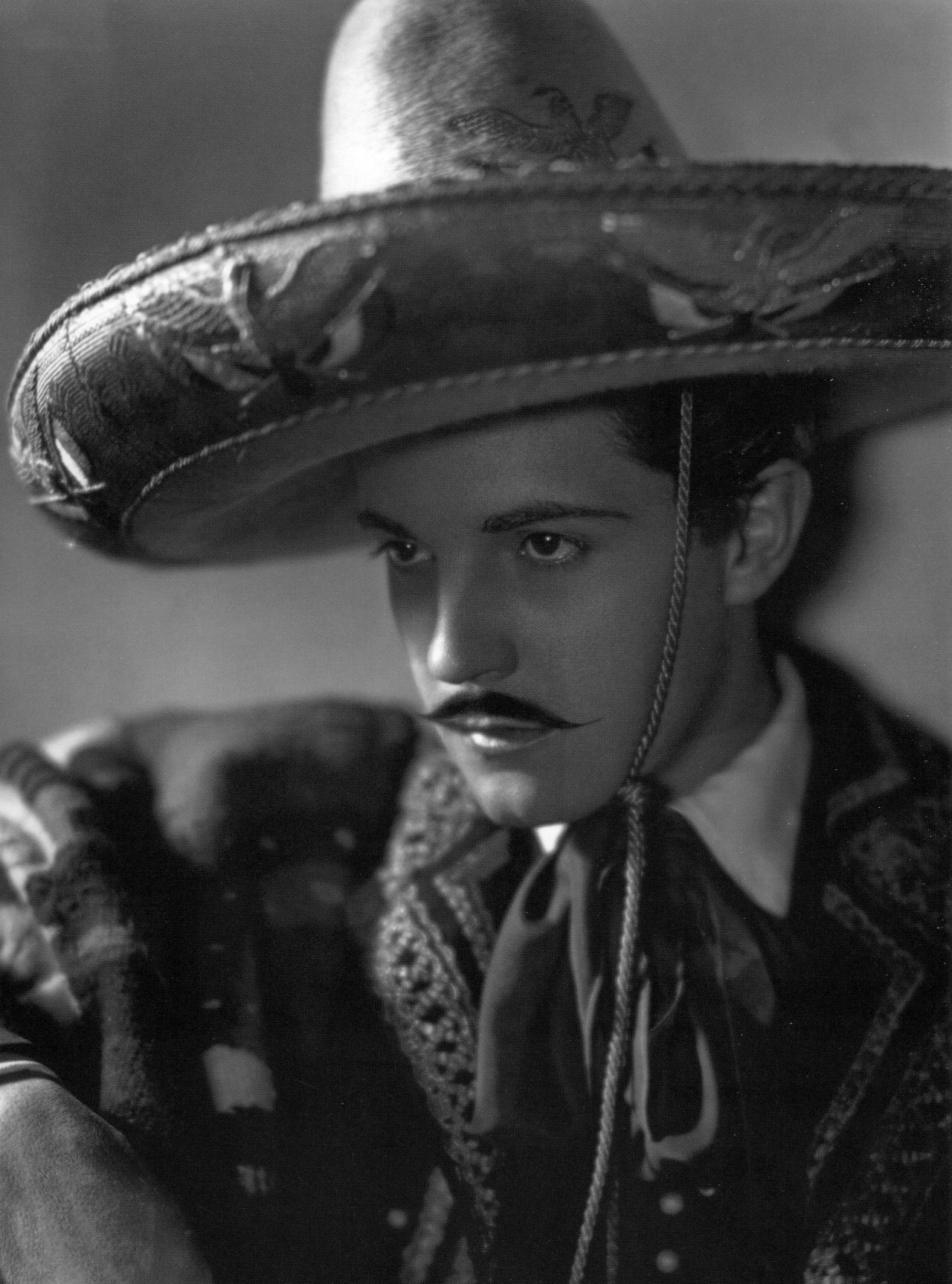
Ramon Novarro fotografado como por George Hurrell.

Na vertiginosa década de 1920, todas as “jovens brilhantes” tinham apelidos. Uma tarde, “Pancho” deixou “Pete” (Aperido de Ramon Novarro dado por George Hurrell) e seus figurinos com “Georgie”. Ela então foi para Clover Field em Santa Monica, para se preparar para as corridas aéreas que seriam realizadas em um mês. Hurrell encaminhou Novarro para o andar de cima, que, como o ateliê europeu, era pequeno e tinha uma janela com vista para o estúdio. Enquanto o simpático rapaz vestia sua primeira fantasia, Hurrell dava corda em sua Vitrola a manivela e tocava um disco de sua proliferante coleção de jazz. Novarro desceu com um traje de charro preto e prata. “Todo mundo me considera um espanhol”, disse Novarro, “mas eu nasci em Durango, México. Meu nome verdadeiro é José Ramón Gil Samaniego.” Ele sorriu e o bigode grudado no lábio superior com chiclete começou a cair. Ele achou que poderia parecer estranho. Hurrell disse a ele para não se preocupar. Ele iria corrigi-lo com retoques.
Ramon faria nesse ensaio fotográfico fotos caracterizados de ''Mexicano vagabundo'', João Batista e fotos Beefcake.
Novarro ficou impressionado com os resultados e os mostrou para a atriz Norma Shearer, que estava tentando moldar sua imagem saudável em algo mais glamouroso e sofisticado na tentativa de conseguir o papel-título no filme The Divorcee. Ela pediu a Hurrell para fotografá-la em poses mais provocantes do que seus fãs tinham visto antes. Depois que ela mostrou essas fotos ao marido, o chefe de produção da MGM, Irving Thalberg, Thalberg ficou tão impressionado que assinou um contrato com Hurrell com a MGM Studios. Tornando-o chefe do departamento de fotografia de retratos. Mas em 1932, Hurrell deixou a MGM após divergências com seu chefe de publicidade, e desde então até 1938 dirigiu seu próprio estúdio em 8706 Sunset Boulevard.
Ao longo da década, Hurrell fotografou todas as estrelas contratadas pela MGM, e suas impressionantes imagens em preto e branco foram amplamente usadas no marketing dessas estrelas. Entre os artistas regularmente fotografados por ele durante esses anos estavam a estrela do cinema mudo Dorothy Jordan, assim como Myrna Loy, Robert Montgomery, Jean Harlow, Ramon Novarro, Joan Crawford, Clark Gable, Rosalind Russell, Marion Davies, Jeanette MacDonald, Lupe Vélez, Anna May Wong, Carole Lombard e Norma Shearer, que teria se recusado a se permitir ser fotografada por qualquer outra pessoa. Ele também fotografou Greta Garbo em uma sessão de produção de material promocional para o filme Romance . A sessão não correu bem e ela nunca mais o usou. 

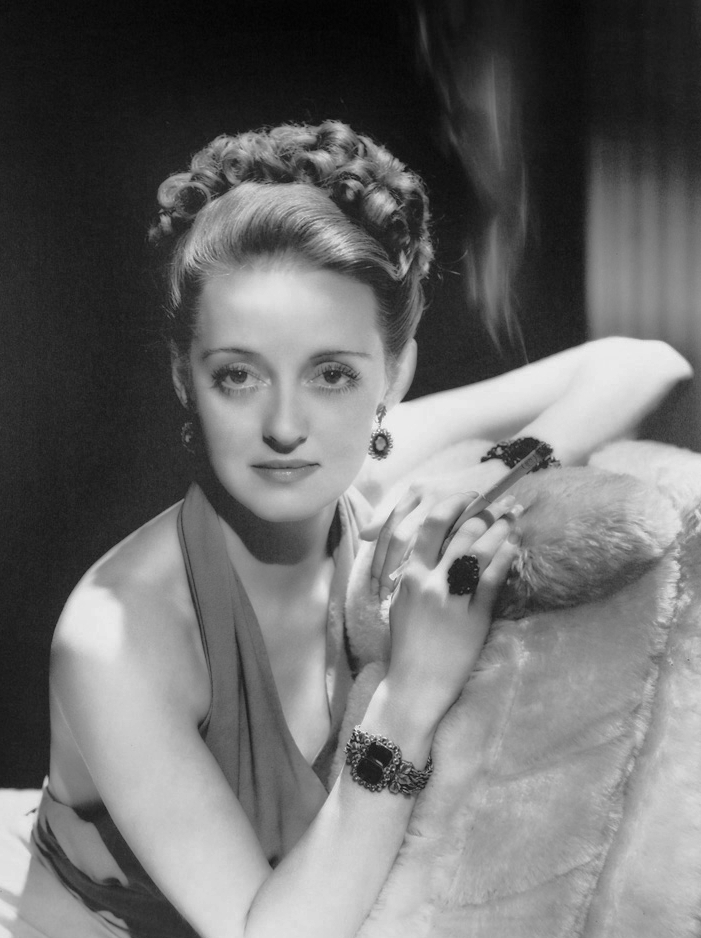
Bette Davis por Hurrell (1938)

No início da década de 1940, Hurrell mudou-se para a Warner Brothers Studios fotografando, entre outros, Bette Davis, Ann Sheridan, Errol Flynn, Olivia de Havilland, Ida Lupino, Alexis Smith, Lauren Bacall, Humphrey Bogart e James Cagney. Mais tarde, na década, mudou-se para a Columbia Pictures, onde suas fotografias foram usadas para ajudar o estúdio a construir a carreira de Rita Hayworth.

## Pós -guerra
Ele deixou Hollywood brevemente para fazer filmes de treinamento para a Primeira Unidade de Cinema das Forças Aéreas do Exército dos Estados Unidos . Quando ele voltou para Hollywood em meados da década de 1950, seu antigo estilo de glamour havia caído em desuso. Onde ele trabalhou duro para criar uma imagem idealizada de seus temas, o novo estilo de glamour de Hollywood era mais terreno e corajoso, e pela primeira vez em sua carreira o estilo de Hurrell não estava em demanda. Ele se mudou para Nova York e trabalhou para a indústria da publicidade, onde o glamour ainda era valorizado. Ele continuou seu trabalho para revistas de moda e fotografou para anúncios impressos por vários anos antes de retornar a Hollywood na década de 1960.
Depois de 1970, seu trabalho mais proeminente foi como fotógrafo de capas de álbuns. Ele tirou as fotos da capa do álbum auto-intitulado de Cass Elliot ( 1972), Imagination de Helen Reddy (1983), Foreign Affairs de Tom Waits (1977), Mirage de Fleetwood Mac (1982), The Works de Queen (1984), The Gift de Midge Ure (1985) e Press to Play de Paul McCartney (1986).

## Morte
Hurrell morreu de complicações de câncer de bexiga logo após completar um documentário da TBS sobre sua vida. Faleceu em 17 de maio de 1992.